# Боян Ковачевич
Боян Ковачевич (серб. Бојан Ковачевић, нар. 22 травня 2004, Ужице, Сербія і Чорногорія) — сербський футболіст, захисник клубу «Партизан».

## Ігрова кар'єра

### Клубна
Боян Ковачевич є вихованцем футбольної школи клубу «Чукарички». У червні 2021 року він підписав з клубом перший професійний контракт. І 18 вересня дебютував у першій команді у матчі чемпіонату Сербії проти «Спартака» (Суботиця). У липні 2022 року футболіст уклав з клубом новий договір терміном на чотири роки.
У лютому 2024 року Ковачевич перейшов до столичного «Партизана». 24 лютого 2024 року зіграв першу гру у новій команді.

### Збірна
Боян Ковачевич виступав за юнацькі збірні Сербії різних вікових категорій.
З 2024 року він є гравцем молодіжної збірної Сербії.